# New Slang
New Slang è il primo singolo tratto dal primo album del gruppo statunitense The Shins, intitolato Oh inverted world (2001) con l'etichetta discografica Sub Pop.

## New Slang in TV
Il brano è stato oggetto di utilizzo in vari telefilm e in un film antecedente ad essi.
- Nel 2001 nell'episodio "My balancing act" della 1ª stagione di Scrubs
- Nel 2002 nel 12º episodio della 4ª stagione de I Soprano.
- Nel 2003 in una puntata della settima ed ultima stagione di Buffy
- Nel 2003 è presente nel trailer della terza stagione della serie televisiva Desperate Housewives
- Nel 2004 fa parte delle colonne sonore di Garden State, film di cui è regista uno dei protagonisti della sopraccitata serie televisiva Scrubs.
- Nel 2010 (2012 in Italia) colonna sonora de Il cammino per Santiago.

Il 7", contenente una b-side, viene pubblicato nel novembre del 2001, insieme al video, diretto da Lance Bags.

È stata inserita nel "The Pitchfork 500: Our Guide to the Greatest Songs from Punk to the Present." ovvero: "La nostra guida alle 500 maggiori canzoni dal punk al presente", un libro musicale che parte da brani della 'rinascita' del punk fino ai giorni nostri.